# ウアダン
ウアダン (Ouadane, وادان) は、モーリタニア北西にある町。アドラール台地に位置し、シンゲッティの北東に当たる。1147年に創建され、ほどなくキャラバンの交易の拠点となった。1487年にはポルトガルの貿易拠点が置かれたが、16世紀以降町は没落した。
町は近代的な建築になってはいるが、その一角にはクサールと呼ばれる独特の古い町並みの遺構が手付かずで残されており、「ウアダン、シンゲッティ、ティシット、ウアラタの古いクスール」の一部として、ユネスコの世界遺産に登録されている。